# 프리미어리그 시즌 목록
아래의 목록은 1992-93 시즌부터 종료된 시즌까지의 매년 프리미어리그 시즌을 나타낸 목록이다. 2023-24 시즌까지 총 32번의 프리미어리그 시즌이 진행되었다. 이 동안 맨체스터 유나이티드(13회), 맨체스터 시티(8회), 첼시(5회), 아스널(3회), 블랙번 로버스(1회), 레스터 시티(1회), 리버풀(1회)만이 리그 우승을 경험하였다.
맨체스터 유나이티드는 첫 시즌인 1992-93 시즌을 우승하였고, 2012-13 시즌까지 21번의 프리미어리그 중 13번이나 우승하며 구단 역사상 최고의 전성기를 보여 주었다. 또한 맨체스터 유나이티드는 프리미어리그 내에서 유일하게 3회 연속 우승 기록을 가지고 있는 팀이다. 첼시는 2006-07 시즌에 3회 연속 우승 가능성이 있었으나 실패하였다. 아스널은 프리미어리그 시즌을 무패로 우승한 유일한 클럽팀이다.
프리미어리그에서 최다 승점을 기록한 팀은 맨체스터 시티로 2017-18 시즌에 38경기에서 100점을 기록하였다. 최소 승점은 2007-08 시즌의 더비 카운티가 얻은 11점으로 이전 기록인 선덜랜드의 15점을 갈아치웠다. 더비 카운티는 또한 2007-08 시즌에 20골을 기록하여 프리미어리그 최소 득점 기록을 가지고 있다. 반면에 최다 득점 기록은 최근 2017-18 시즌에 맨체스터 시티가 기록한 106골이다.

## 시즌
2Q = 예선2회전, 3Q = 예선3회전, PO = 플레이오프, R1 = 1회전, GS = 조별리그
| 시즌    | 우승                     | 챔피언스리그 진출팀                                                                  | UEFA컵/유로파리그 진출팀                                             | 강등                                                  | 승격                                               | 최다 득점자/소속팀                                                                                              |
| ------- | ------------------------ | ------------------------------------------------------------------------------------ | -------------------------------------------------------------------- | ----------------------------------------------------- | -------------------------------------------------- | --- |
| 1992–93 | 맨체스터 유나이티드 (1)  | 맨체스터 유나이티드 (R1)                                                             | 애스턴 빌라 (R1) 노리치 시티 (R1)                                    | 크리스털 팰리스 미들즈브러 노팅엄 포레스트            | 뉴캐슬 유나이티드 웨스트 햄 유나이티드 스윈던 타운 | 테디 셰링엄 (22, 노팅엄 포레스트/토트넘 홋스퍼)                                                                 |
| 1993–94 | 맨체스터 유나이티드 (2)  | 맨체스터 유나이티드 (R1)                                                             | 블랙번 로버스 (R1) 뉴캐슬 유나이티드 (R1)                            | 스윈던 타운 올덤 애슬레틱 셰필드 유나이티드           | 크리스털 팰리스 노팅엄 포레스트 레스터 시티        | 앤디 콜 (34, 뉴캐슬 유나이티드)                                                                                 |
| 1994–95 | 블랙번 로버스 (1)        | 블랙번 로버스 (GS)                                                                   | 맨체스터 유나이티드 (R1) 노팅엄 포레스트 (R1) 리즈 유나이티드 (R1)   | 크리스털 팰리스 노리치 시티 레스터 시티 입스위치 타운 | 미들즈브러 볼턴 원더러스                           | 앨런 시어러 (34, 블랙번 로버스)                                                                                 |
| 1995–96 | 맨체스터 유나이티드 (3)  | 맨체스터 유나이티드 (GS)                                                             | 뉴캐슬 유나이티드 (R1) 아스널 (R1)                                   | 맨체스터 시티 퀸즈 파크 레인저스 볼턴 원더러스        | 선덜랜드 더비 카운티 레스터 시티                   | 앨런 시어러 (31, 블랙번 로버스)                                                                                 |
| 1996–97 | 맨체스터 유나이티드 (4)  | 맨체스터 유나이티드 (GS) 뉴캐슬 유나이티드 (2Q)                                      | 아스널 (R1) 리버풀 (R1) 애스턴 빌라 (R1)                             | 노팅엄 포레스트 미들즈브러 선덜랜드                   | 볼턴 원더러스 반즐리 크리스털 팰리스               | 앨런 시어러 (25, 뉴캐슬 유나이티드)                                                                             |
| 1997–98 | 아스널 (1)               | 아스널 (GS) 맨체스터 유나이티드 (2Q)                                                 | 리버풀 (R1) 리즈 유나이티드 (R1) 블랙번 로버스 (R1) 애스턴 빌라 (R1) | 크리스털 팰리스 반즐리 볼턴 원더러스                  | 찰턴 애슬레틱 미들즈브러 노팅엄 포레스트           | 디온 더블린 (18, 코번트리 시티) 마이클 오언 (18, 리버풀) 크리스 서턴 (18, 블랙번 로버스)                        |
| 1998–99 | 맨체스터 유나이티드 (5)  | 맨체스터 유나이티드 (GS) 아스널 (GS) 첼시 (3Q)                                       | 리즈 유나이티드 (R1)                                                 | 노팅엄 포레스트 블랙번 로버스 찰턴 애슬레틱           | 선덜랜드 브래드퍼드 시티 왓포드                    | 지미 플로이트 하셀바잉크 (18, 리즈 유나이티드) 마이클 오언 (18, 리버풀) 드와이트 요크 (18, 맨체스터 유나이티드) |
| 1999–00 | 맨체스터 유나이티드 (6)  | 맨체스터 유나이티드 (GS) 아스널 (GS) 리즈 유나이티드 (3Q)                            | 리버풀 (R1)                                                          | 윔블던 셰필드 웬즈데이 왓포드                         | 찰턴 애슬레틱 맨체스터 시티 입스위치 타운          | 케빈 필립스 (30, 선덜랜드)                                                                                      |
| 2000–01 | 맨체스터 유나이티드 (7)  | 맨체스터 유나이티드 (GS) 아스널 (GS) 리버풀 (3Q)                                     | 리즈 유나이티드 (R1) 입스위치 타운 (R1) 첼시 (R1)                    | 맨체스터 시티 코번트리 시티 브래드퍼드 시티           | 풀럼 블랙번 로버스 볼턴 원더러스                   | 지미 플로이트 하셀바잉크 (23, 첼시)                                                                             |
| 2001–02 | 아스널 (2)               | 아스널 (GS) 리버풀 (GS) 맨체스터 유나이티드 (3Q) 뉴캐슬 유나이티드 (3Q)              | 리즈 유나이티드 (R1)                                                 | 입스위치 타운 더비 카운티 레스터 시티                 | 맨체스터 시티 웨스트 브로미치 앨비언 버밍엄 시티   | 티에리 앙리 (24, 아스널)                                                                                        |
| 2002–03 | 맨체스터 유나이티드 (8)  | 맨체스터 유나이티드 (GS) 아스널 (GS) 뉴캐슬 유나이티드 (3Q) 첼시 (3Q)                | 리버풀 (R1)                                                          | 웨스트 햄 유나이티드 웨스트 브로미치 앨비언 선덜랜드  | 포츠머스 레스터 시티 울버햄프턴 원더러스           | 뤼트 판 니스텔로이 (25, 맨체스터 유나이티드)                                                                    |
| 2003–04 | 아스널 (3)               | 아스널 (GS) 첼시 (GS) 맨체스터 유나이티드 (3Q) 리버풀 (3Q)                           | 뉴캐슬 유나이티드 (R1)                                               | 레스터 시티 리즈 유나이티드 울버햄프턴 원더러스       | 노리치 시티 웨스트 브로미치 앨비언 크리스털 팰리스 | 티에리 앙리 (30, 아스널)                                                                                        |
| 2004–05 | 첼시 (1)                 | 첼시 (GS) 아스널 (GS) 맨체스터 유나이티드 (3Q) 에버턴 (3Q)                           | 볼턴 원더러스 (R1) 미들즈브러 (R1)                                   | 크리스털 팰리스 노리치 시티 사우샘프턴                | 선덜랜드 위건 애슬레틱 웨스트 햄 유나이티드        | 티에리 앙리 (25, 아스널)                                                                                        |
| 2005–06 | 첼시 (2)                 | 첼시 (GS) 맨체스터 유나이티드 (GS) 리버풀 (3Q) 아스널 (3Q)                           | 토트넘 홋스퍼 (R1) 블랙번 로버스 (R1)                                | 버밍엄 시티 웨스트 브로미치 앨비언 선덜랜드           | 레딩 셰필드 유나이티드 왓포드                      | 티에리 앙리 (27, 아스널)                                                                                        |
| 2006–07 | 맨체스터 유나이티드 (9)  | 맨체스터 유나이티드 (GS) 첼시 (GS) 리버풀 (3Q) 아스널 (3Q)                           | 토트넘 홋스퍼 (R1) 에버턴 (R1) 볼턴 원더러스 (R1)                    | 셰필드 유나이티드 찰턴 애슬레틱 왓포드                | 선덜랜드 버밍엄 시티 더비 카운티                   | 디디에 드로그바 (20, 첼시)                                                                                      |
| 2007–08 | 맨체스터 유나이티드 (10) | 맨체스터 유나이티드 (GS) 첼시 (GS) 아스널 (3Q) 리버풀 (3Q)                           | 에버턴 (R1)                                                          | 레딩 버밍엄 시티 더비 카운티                          | 웨스트 브로미치 앨비언 스토크 시티 헐 시티         | 크리스티아누 호날두 (31, 맨체스터 유나이티드)                                                                   |
| 2008–09 | 맨체스터 유나이티드 (11) | 맨체스터 유나이티드 (GS) 리버풀 (GS) 첼시(GS) 아스널 (3Q)                            | 에버턴 (PO) 애스턴 빌라 (PO) 풀럼 (3Q)                               | 뉴캐슬 유나이티드 미들즈브러 웨스트 브로미치 앨비언   | 울버햄프턴 원더러스 버밍엄 시티 번리               | 니콜라 아넬카 (19, 첼시)                                                                                        |
| 2009–10 | 첼시 (3)                 | 첼시 (GS) 맨체스터 유나이티드 (GS) 아스널 (GS) 토트넘 홋스퍼 (PO)                    | 맨체스터 시티 (PO) 애스턴 빌라 (PO) 리버풀 (3Q)                      | 헐 시티 번리 포츠머스                                 | 뉴캐슬 유나이티드 웨스트 브로미치 앨비언 블랙풀    | 디디에 드로그바 (29, 첼시)                                                                                      |
| 2010–11 | 맨체스터 유나이티드 (12) | 맨체스터 유나이티드 (GS) 첼시 (GS) 맨체스터 시티 (GS) 아스널 (PO)                    | 토트넘 홋스퍼 (PO)                                                   | 버밍엄 시티 블랙풀 웨스트 햄 유나이티드               | 퀸즈 파크 레인저스 노리치 시티 스완지 시티         | 디미터르 베르바토프 (20, 맨체스터 유나이티드) 카를로스 테베즈 (20, 맨체스터 시티)                               |
| 2011–12 | 맨체스터 시티 (1)        | 맨체스터 시티 (GS) 맨체스터 유나이티드 (GS) 아스널 (GS) 첼시 (GS)                    | 토트넘 홋스퍼 (GS) 뉴캐슬 유나이티드 (PO)                            | 볼턴 원더러스 블랙번 울버햄프턴 원더러스              | 레딩 사우샘프턴 웨스트 햄 유나이티드               | 로빈 판 페르시 (30, 아스널)                                                                                     |
| 2012–13 | 맨체스터 유나이티드 (13) | 맨체스터 유나이티드 (GS) 맨체스터 시티 (GS) 첼시 (GS) 아스널 (PO)                    | 토트넘 홋스퍼 (PO)                                                   | 위건 애슬레틱 레딩 퀸즈 파크 레인저스                 | 카디프 시티 헐 시티 크리스털 팰리스                | 로빈 판 페르시 (26, 맨체스터 유나이티드)                                                                        |
| 2013–14 | 맨체스터 시티 (2)        | 맨체스터 시티 (GS) 리버풀 (GS) 첼시 (GS) 아스널 (PO)                                 | 에버턴 (GS) 토트넘 홋스퍼 (PO)                                       | 노리치 시티 풀럼 카디프 시티                          | 레스터 시티 번리 퀸스 파크 레인저스                | 루이스 수아레스 (31, 리버풀)                                                                                    |
| 2014–15 | 첼시 (4)                 | 첼시 (GS) 맨체스터 시티 (GS) 아스널 (GS) 맨체스터 유나이티드 (PO)                    | 토트넘 홋스퍼 (GS) 리버풀 (GS) 사우샘프턴 (PO)                       | 헐 시티 번리 퀸스 파크 레인저스                       | 본머스 왓포드 노리치 시티                          | 세르히오 아궤로 (26, 맨체스터 시티)                                                                             |
| 2015–16 | 레스터 시티 (1)          | 레스터 시티 (GS) 아스널 (GS) 토트넘 홋스퍼 (GS) 맨체스터 시티 (PO)                   | 맨체스터 유나이티드 (GS) 사우샘프턴 (GS) 웨스트햄 유나이티드 (GS)    | 뉴캐슬 유나이티드 노리치 시티 아스톤 빌라             | 번리 미들즈브러 헐 시티                            | 해리 케인 (25, 토트넘 홋스퍼)                                                                                   |
| 2016–17 | 첼시 (5)                 | 첼시 (GS) 토트넘 홋스퍼 (GS) 맨체스터 시티 (GS) 리버풀 (PO) 맨체스터 유나이티드 (GS) | 아스널 (GS) 에버턴 (GS)                                              | 헐 시티 미들즈브러 선덜랜드                           | 뉴캐슬 유나이티드 브라이튼 허더즈필드 타운         | 해리 케인 (29, 토트넘 홋스퍼)                                                                                   |
| 2017–18 | 맨체스터 시티 (3)        | 맨체스터 유나이티드 토트넘 홋스퍼 리버풀                                             | 첼시 아스널 번리                                                     | 스완지 시티 스토크 시티 웨스트브로미치 앨비언         | 울버햄프턴 원더러스 카디프 시티 풀럼               | 모하메드 살라 (32, 리버풀)                                                                                      |
| 2018–19 | 맨체스터 시티 (4)        | 리버풀 첼시 토트넘 홋스퍼                                                            | 아스널 맨체스터 유나이티드 울버햄프턴 원더러스                       | 카디프 시티 풀럼 허더즈필드 타운                      | 노리치 시티 셰필드 유나이티드 애스턴 빌라          | 피에르에므리크 오바메양 (22, 아스널) 사디오 마네 (22, 리버풀) 모하메드 살라 (22, 리버풀)                        |
| 2019–20 | 리버풀 (1)               | 맨체스터 시티 맨체스터 유나이티드 첼시                                               | 레스터 시티 토트넘 홋스퍼                                            | 본머스 왓퍼드 노리치 시티                             | 리즈 유나이티드 웨스트브로미치 앨비언 풀럼         | 제이미 바디 (23, 레스터 시티)                                                                                   |
| 2020–21 | 맨체스터 시티 (5)        | 맨체스터 유나이티드 리버풀 첼시                                                      | 레스터 시티 웨스트햄 유나이티드                                      | 풀럼 웨스트브로미치 앨비언 브렌트퍼드                 | 노리치 시티 왓퍼드 풀럼                            | 해리 케인 (23, 토트넘 홋스퍼)                                                                                   |
| 2021–22 | 맨체스터 시티 (6)        | 리버풀 첼시 토트넘 홋스퍼                                                            | 아스널 맨체스터 유나이티드                                           | 번리 왓퍼드 노리치 시티                               | 풀럼 본머스 노팅엄 포레스트                        | 손흥민 (23, 토트넘 홋스퍼) 모하메드 살라 (23, 리버풀)                                                           |
| 2022–23 | 맨체스터 시티 (7)        | 아스널 맨체스터 유나이티드 뉴캐슬 유나이티드                                         | 리버풀 브라이턴 & 호브 앨비언                                        | 사우샘프턴 리즈 유나이티드 레스터 시티                | 번리 셰필드 유나이티드 루턴 타운                   | 엘링 홀란 (36, 맨체스터 시티)                                                                                   |
| 2023–24 | 맨체스터 시티 (8)        | 아스널 리버풀 애스턴 빌라                                                            | 토트넘                                                               | 번리 셰필드 유나이티드 루턴 타운                      | 레스터 시티 사우샘프턴 입스위치 타운               | 엘링 홀란 (27, 맨체스터 시티)                                                                                   |

- 각주

1. ↑  괄호 안의 숫자는 우승 횟수
2. ↑  UEFA 챔피언스리그에 진출하는 팀으로 전년도 우승 팀은 제외하였다.
3. ↑  UEFA컵에 진출하는 팀으로 전년도 우승 팀이나 FA컵 우승 팀, 카라바오컵 우승 팀은 제외하였다.
4. ↑  괄호 안의 숫자는 득점 수와 소속팀
5. ↑  첼시는 리그 6위로 다음 시즌 챔피언스리그에 진출할 수 없게 되었지만, UEFA 챔피언스리그 2011-12에서 우승하여 자격을 획득하였다.
6. ↑  토트넘은 리그 4위로 챔스 진출권을 따냈지만, 첼시의 UEFA 챔피언스리그 2011-12 우승으로 UEFA 유로파리그 2012-13으로 밀려났다.
7. ↑  맨체스터 유나이티드는 리그 6위로 다음 시즌 챔피언스리그에 진출할 수 없게 되었지만, 2016-17년 UEFA 유로파리그에서 우승하여 진출 자격을 획득하였다.